# Táliga
Táliga (Talega in portoghese) è un comune spagnolo di 738 abitanti situato nella comunità autonoma dell'Estremadura.

## Storia
Táliga appartenne al Portogallo per oltre cinque secoli, finché non venne annessa alla Spagna nel 1801 in virtù del Trattato di Badajoz. All'epoca costituiva però una parrocchia civile del comune di Olivenza col nome di Nuestra Señora de la Asunción de Táliga. Intorno al 1850 divenne un comune autonomo.

### Rivendicazione territoriale portoghese
Il Portogallo non riconosce la sovranità spagnola su Táliga, invocando il successivo Congresso di Vienna del 1815, tuttavia non ne rivendica attivamente il possesso. La Spagna, da parte sua, considera il territorio in proprio legittimo possesso, non ritenendo che il primo trattato sia stato né annullato né derogato.

### Simboli
(Diario Oficial de Extremadura n. 18 dell'11 febbraio 2003)

## Società

### Lingue e dialetti
Nella città, assieme alla lingua spagnola, che è l'unica ufficiale, viene parlata dalla popolazione più anziana (nata prima degli anni cinquanta) quella portoghese.